# あすなろ三三七拍子
『あすなろ三三七拍子』（あすなろさんさんななびょうし）は、重松清による日本の小説。2005年2月から2006年4月まで『サンデー毎日』（毎日新聞社）に連載された。テレビドラマ化され、2014年7月期に放送された。

## あらすじ
45歳の中年サラリーマン・藤巻大介が、廃部の危機に陥った翌檜（あすなろ）大学の応援団団長に同大学OBの社長からの命令で就任、応援団の再建に賭けた悪戦苦闘を描く青春群像劇。

## 書籍情報
- 単行本：毎日新聞社刊 2010年3月15日発行 ISBN 978-4620107547
- 文庫本：講談社文庫 いずれも2014年1月15日発行。
  - 上巻 ISBN 978-4062777377
  - 下巻 ISBN 978-4062777384

## テレビドラマ
2014年7月15日から9月9日まで毎週火曜日21:00 - 21:54に、フジテレビ系の「火曜21時」枠で放送された。主演は柳葉敏郎。柳葉は『リング〜最終章〜』（1999年、フジテレビ）以来15年ぶりの地上波連続ドラマ単独主演作である。

### キャスト
詳細な人物説明は原作項目を参照。本項では簡単な続柄を記載。

#### 翌檜大学応援団
世田谷商科大学応援団 → 翌檜大学応援団
藤巻 大介
演 - 柳葉敏郎
エール物産出向第58代団長。元エール物産総務部課長。学生時代は松山千春研究会に所属していた。
松下 沙耶
演 - 剛力彩芽
団員。フェミニズム論研究室のゼミ生でフィールドワークの一環として団に入部する。
保阪 翔
演 - 風間俊介
団員。美紀の彼氏。家庭の事情で学費や生活費を捻出するため、工事現場と新聞配達のアルバイトを掛け持ちでしている。
野口 健太
演 - 大内田悠平
団員。文理学部1年生。
葉月 玲奈
演 - 高畑充希
第58代副団長。チアリーダー部部長。
小泉 紫乃
演 - 長谷川ニイナ
チアリーダー部サブリーダー。
園田 善彦
演 - 山本涼介
第58代副団長。吹奏楽部部長。
原 智子
演 - 森口瑤子
顧問。フェミニズム論研究室准教授。
齊藤 裕一
演 - 反町隆史
応援団OBで大介の指導係。第38代団長。三つ葉社営業部社員。
山下 正人
演 - ほんこん
応援団OBで大介の指導係。第38代副団長。サニー損保営業所所長。
荒川 剛
演 - 西田敏行（特別出演）
OB会幹事長で第15代団長。エール物産社長。
株式会社モノリス代表取締役会長並び、株式会社MONOLITH Japan代表取締役社長の岩井良明がモデル。

#### その他
藤巻 美紀
演 - 飯豊まりえ
大介の娘。翌檜大学の付属高校の生徒。
藤巻 広子
演 - 菊池桃子
大介の妻。
真由美
演 - 内藤理沙
広子のパート仲間。
パン屋主人
演 - 藏内秀樹
江本 慎也
演 - 塩野瑛久
京浜学院大学応援団副団長。
渡辺 啓治
演 - 一ノ瀬ワタル
京浜学院大学応援団団長。

#### ゲスト
キャスト名横の表記は出演回。
権田 勝利
演 - ミッキー・カーチス（第1・6話）
世田谷商科大学応援団OBをまとめる重鎮。
中村
演 - 掛田誠（第3話 - 第4話）
世田谷商科大学応援団OB。
野口 景子
演 - 高橋かおり（第4話 - 第6話）
健太の母。
野口 康夫
演 - 三浦誠己（第4話 - 第5話）
健太の父。世田谷商科大学野球部OBで元エース投手。
村田 守
演 - 布施紀行（第4・6・最終話）
翌檜大学野球部主将。
星川
演 - 渡辺道子（第5話）
原と同じ考えを持つ大学教授。
森田 幸作
演 - 長谷川初範（第7話 - 第8話）
京浜学院大学応援団名誉顧問。原のライバル教授。
若者
演 - 白洲迅（第8話）
ちなつ
演 - 吉田怜菜（第8話）
翌檜大学ラクロス部部員。

### スタッフ
- 原作 - 重松清『あすなろ三三七拍子』（講談社文庫刊）
- 脚本 - 吉田紀子、ふじきみつ彦
- 音楽 - 大友良英[6]
- 演出 - 土方政人、植田泰史、山内大典
- 主題歌 - スピッツ「愛のことば-2014mix-」（UNIVERSAL J）[6]
- 演出補 - 山内大典、倉木義典
- 劇中歌 - Sachiko M
- 編曲 - 江藤直子
- CG・タイトルバック - 鈴木鉄平
- 方言指導 - いわいのふ健
- ドックトレーナー - 横浜山口ドッグスクール
- フードコーディネート - 住川啓子
- スタントコーディネート - 釼持誠
- 応援団指導 - 岡崎幸治、小山太輝、足立貴之、車田優太
- チア監修 - チアクリエーション
- チア協力 - スターチアーズ
- チア指導 - ちこ
- チア振付 - 本多桜子、宍戸梨乃
- 指揮指導 - 渡辺大地
- 吹奏楽協力 - 東京工科大学吹奏楽団
- スケジュール - 徳市敏之
- 編成企画 - 水野綾子
- プロデュース - 小林宙
- プロデュース補 - 関本純一
- 制作 - フジテレビ
- 制作著作 - 共同テレビ

### 放送日程
| 各話                                                      | 放送日  | サブタイトル                                             | 脚本                  | 演出     | 視聴率 |
| --------------------------------------------------------- | ------- | -------------------------------------------------------- | --------------------- | -------- | ------ |
| 第一話                                                    | 7月15日 | 重松清の名作ついにドラマ化! 中年会社員応援団に出向の悲劇 | 吉田紀子              | 土方政人 | 7.7%   |
| 第二話                                                    | 7月22日 | 娘の彼氏を応援団の道連れにしてやる!                      | 吉田紀子              | 土方政人 | 5.1%   |
| 第三話                                                    | 7月29日 | 理不尽で厳しすぎる合宿…その意味を教えてくれ              | ふじきみつ彦          | 植田泰史 | 5.3%   |
| 第四話                                                    | 8月05日 | 娘の前で怒鳴られた情けない団長の自分                     | ふじきみつ彦          | 植田泰史 | 4.1%   |
| 第五話                                                    | 8月12日 | 死にゆく仲間へ最期のエール                               | ふじきみつ彦          | 土方政人 | 5.0%   |
| 第六話                                                    | 8月19日 | 情けなさすぎる初陣 情けなさすぎる団長                    | 吉田紀子              | 山内大典 | 5.0%   |
| 第七話                                                    | 8月26日 | 応援団は家族を不幸にします!…なぜ?                        | ふじきみつ彦          | 土方政人 | 3.6%   |
| 第八話                                                    | 9月02日 | さよなら山下先輩…"連れ"とは何か?                         | ふじきみつ彦 吉田紀子 | 植田泰史 | 5.5%   |
| 最終話                                                    | 9月09日 | 人を応援できる人は人からも応援される                     | 吉田紀子              | 土方政人 | 4.6%   |
| 平均視聴率 5.2%（視聴率は関東地区、ビデオリサーチ社調べ） |         |                                                          |                       |          |        |